# Валід Гішрі
Валід Гішрі (араб. وليد الهيشري, нар. 5 березня 1986, Ар'яна) — туніський футболіст, захисник клубу «Монастір».
Виступав, зокрема, за клуб «Есперанс», а також національну збірну Тунісу.

## Клубна кар'єра
У дорослому футболі дебютував 2004 року виступами за команду клубу «Клуб Африкен», в якій провів чотири сезони, взявши участь у 45 матчах чемпіонату. 
Згодом з 2008 по 2010 рік грав у складі команд клубів «Сатурн» (Раменське) та «Бізертен».
Своєю грою за останню команду привернув увагу представників тренерського штабу клубу «Есперанс», до складу якого приєднався 2010 року. Відіграв за команду зі столиці Тунісу наступні три сезони своєї ігрової кар'єри.
Протягом 2013—2016 років захищав кольори клубів «Ла-Марса», «Аль-Аглі» (Триполі), «Стад Тунізьєн» та «Кизилжар».
До складу клубу «Монастір» приєднався 2016 року. 

## Виступи за збірну
У 2011 році дебютував в офіційних матчах у складі національної збірної Тунісу.
У складі збірної був учасником Кубка африканських націй 2013 року у ПАР.

## Титули і досягнення
- Переможець Чемпіонату африканських націй: 2011